# Nautsalo
Nautsalo är en ö i Finland. Den ligger i sjön Jääsjärvi och i kommunen Gustav Adolfs i den ekonomiska regionen  Lahtis ekonomiska region  och landskapet Päijänne-Tavastland, i den södra delen av landet, 170 km norr om huvudstaden Helsingfors. Öns area är 1,28 kvadratkilometer och dess största längd är 3 kilometer i nord-sydlig riktning.